# Fernsehturm Tallinn
Der Fernsehturm Tallinn (estn. Tallinna teletorn) in der estnischen Hauptstadt Tallinn ist mit seinen 314 m Höhe nach dem Fernsehturm Riga (368,5 m) der höchste freistehende Fernsehturm in Nordeuropa und wurde anlässlich der Olympischen Sommerspiele in Moskau errichtet. Die Grundsteinlegung war am 25. September 1975, die Eröffnung am 11. Juli 1980. Von der 170 m hohen Aussichtsplattform ist bei klaren Sichtverhältnissen die finnische Küste zu sehen (ca. 70 km). Neben der Aussichtsplattform gibt es ebenfalls ein Restaurant im Turmkorb.
Architekten des Fernsehturms in Tallinn waren Juri Sinis und Dawit Basiladse. Der Turmschaft besteht aus verstärkten Stahlbeton-Ringen mit 50 Zentimeter Stärke. Die Gesamtmasse des Turms wird mit rund 20.000 Tonnen angegeben. Während der Bauzeit überstand der Turm ein Feuer. Die Aussichtsplattform hat einen Durchmesser von 38 Meter und kann über zwei Aufzüge erreicht werden.
Am 26. November 2007 wurde der Fernsehturm für Besucher geschlossen und wurde grundlegend saniert. Für die Öffentlichkeit wurde er am 5. April 2012 wiedereröffnet.